# 小行星9427
小行星9427（英語：9427 Righini）是一颗围绕太阳公转的小行星。1996年2月14日，M. Tombelli、U. Munari在阿夏戈发现了此天体。
这颗小行星的绝对星等为158.21556等。